# Antennaria alpina
Antennaria alpina là một loài thực vật có hoa trong họ Cúc. Loài này được (L.) Gaertn. mô tả khoa học đầu tiên năm 1791.